# 1659
| 1659               |
| ------------------ |
| Dødsfald - Fødsler |
| • Begivenheder     |

| Gregoriansk kalender | 1659 MDCLIX             |
| Ab urbe condita      | 2412                    |
| Armensk kalender     | 1108 ԹՎ ՌՃԸ             |
| Kinesiske kalender   | 4355 – 4356 戊戌 – 己亥 |
| Etiopisk kalender    | 1651 – 1652             |
| Jødisk kalender      | 5419 – 5420             |
| Hindukalendere       |                         |
| - Vikram Samvat      | 1714 – 1715             |
| - Shaka Samvat       | 1581 – 1582             |
| - Kali Yuga          | 4760 – 4761             |
| Iransk kalender      | 1037 – 1038             |
| Islamisk kalender    | 1069 – 1070             |

Konge i Danmark: Frederik 3. – 1648-1670 – Danmark i krig: Karl Gustav-krigen – 1657-1660
Se også 1659 (tal)

## Begivenheder

### Februar
- 11. februar – svenskerne angriber København, men bliver slået tilbage af forsvarene, der bl.a. bestod af byens studenterkorps, professionelle danske soldater og hollænderne . (Stormen på København)

### Maj
- 29. maj - under Anden Karl Gustav-krig erobrer svenskerne Møn efter et stort slag ved Madses Klint

### November
- 14. november – Slaget ved Nyborg (ender med dansk sejr).

### Udateret
- Pesten hærger i Danmark – især i Jylland. – er formentlig kommet med tyske og polske lejesoldater